# Mechelse Heide
De Mechelse Heide is een natuurgebied tussen As en Mechelen-aan-de-Maas. Het gebied is gelegen op de oostrand van het Kempens Plateau en is ongeveer 700 ha groot en maakt deel uit van het Nationaal Park Hoge Kempen.
In 1967 werd het gebied aangewezen als natuurreservaat. Omstreeks 2000 werd een drukke autoweg, die dwars door dit gebied liep, afgesloten voor gemotoriseerd verkeer. Het gebied wordt beheerd door het Agentschap voor Natuur en Bos. De bodem bestaat uit lemig zand met hier en daar veen. Het gebied is Europees beschermd als onderdeel van Natura 2000-gebied (habitatrichtlijngebied BE2200035 en overlappend vogelrichtlijngebied BE2200727 'Mechelse heide en vallei van de Ziepbeek').
Centraal in dit gebied ligt een groot heideveld. Naast de zeldzame rode dopheide komen er vele bremsoorten voor. Kenmerkende broedvogels zijn de boompieper, de roodborsttapuit en de nachtzwaluw. Andere diersoorten die er te vinden zijn, zijn de gladde slang, de heivlinder en de zadelsprinkhaan. Naast heide vindt men hier ook naaldbossen.
In de nabijheid van het gebied worden een aantal zand- en grindgroeven aangetroffen. Het betreft een gebied van 346 ha, verdeeld in een noordelijk en een zuidelijk deel. Na ontgrinding worden deze gebieden herontwikkeld als natuurgebied, waar oorspronkelijk gedeeltelijk een landbouwherbestemming was gedacht.
Een selectie van een aantal ijsschotszwerfstenen is te zien op de Mechelse Heide. Bij grindwinning werden deze blokken vermalen.

## Recreatie
Een toegangspoort tot het Nationaal Park bevindt zich ten westen van Mechelen aan de Maas, aan de Joseph Smeetslaan 280. Deze toegangspoort richt zich speciaal op wandelaars. Er zijn ook wandelroutes uitgezet door de Kikbeekvallei en in het Mechels Bos. De topattractie van deze toegangspoort is de paarse heide van de Mechelse Heide. Deze paarse kleur komt ook terug in het logo van de toegangspoort, een paarse voetafdruk. Hier bevindt zich onder meer het Ven onder de Berg, en de steilrand van het plateau, van waar men een uitzichtpunt over het gebied heeft.
Aan de toegangspoort Mechelse heide bevindt zich geen bezoekersonthaal. Er is enkel een schuilhut terug te vinden met aanwijzingen, regels en een kaart van het wandelgebied waarop de wandelroutes aangeduid zijn die aan deze poort vertrekken of in het wandelgebied Mechelse heide gelegen zijn. Andere faciliteiten aan deze toegangspoort zijn een picknickweide en een cafetaria die open is van februari tot november. Verder bevindt zich ook een camping bij de cafetaria.
In het westen grenst de Mechelse Heide aan de Oeleinderheide.

## Galerij

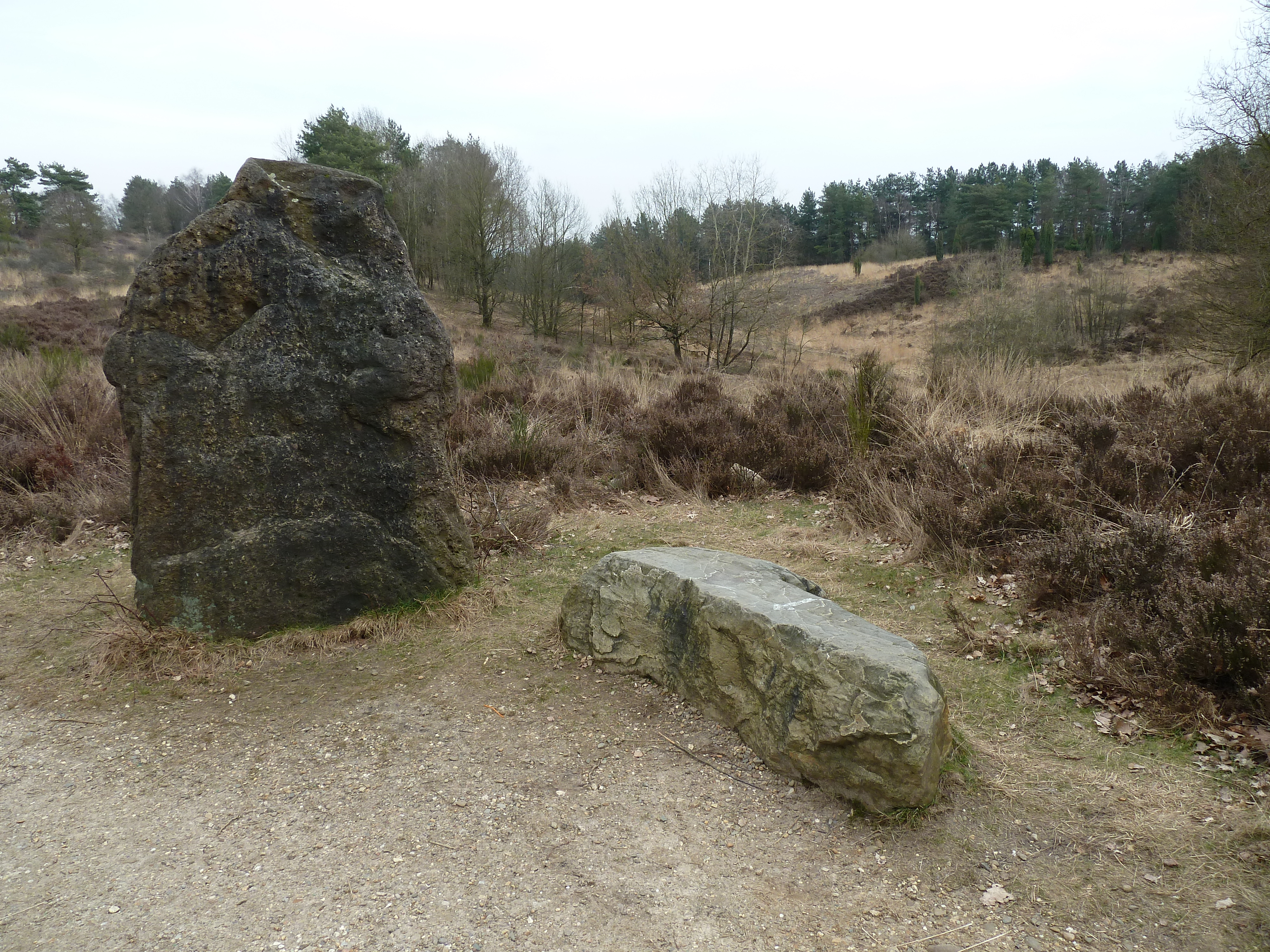
Menhir op de Mechelse Heide
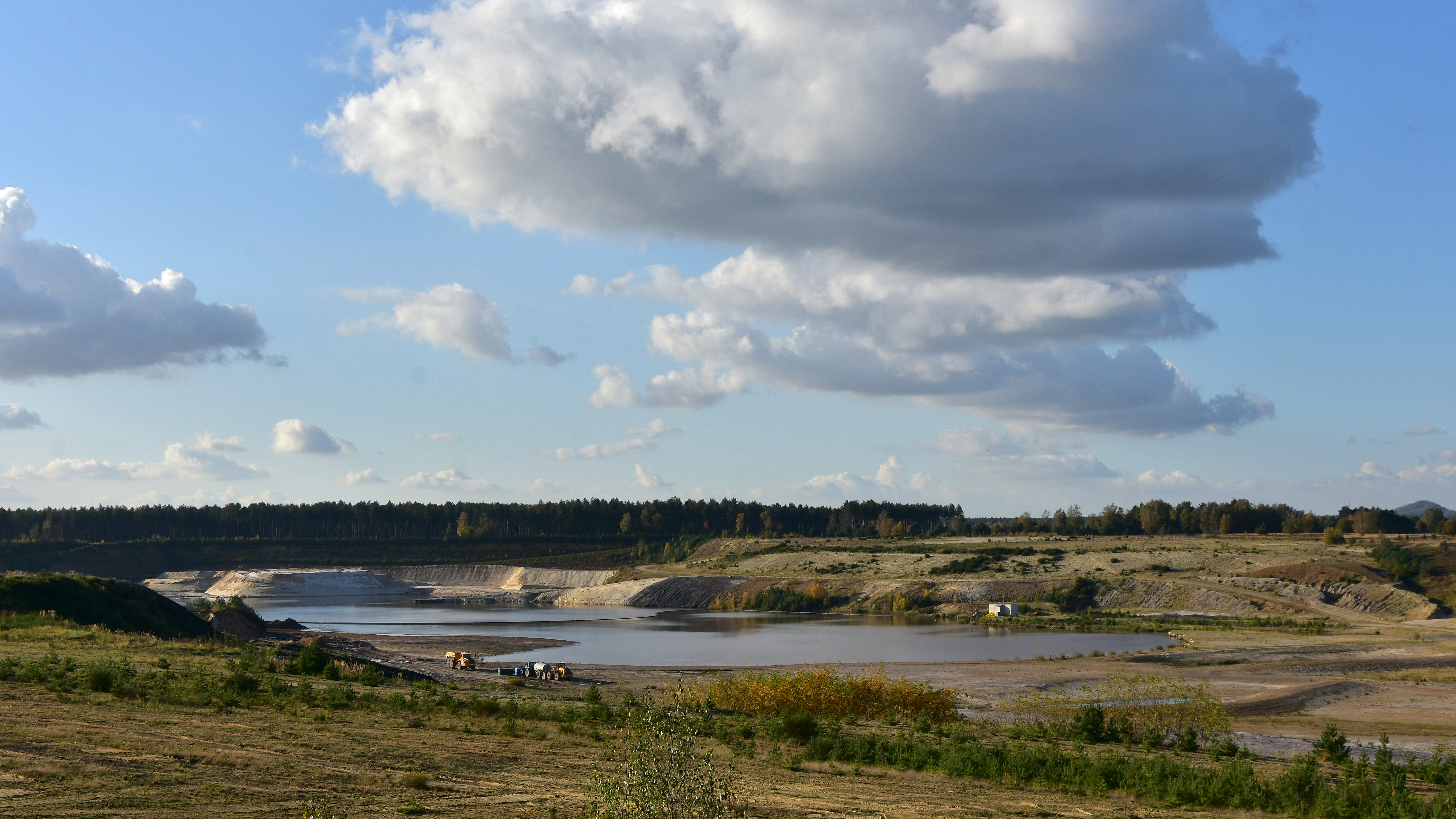
Zandwinning in 2020
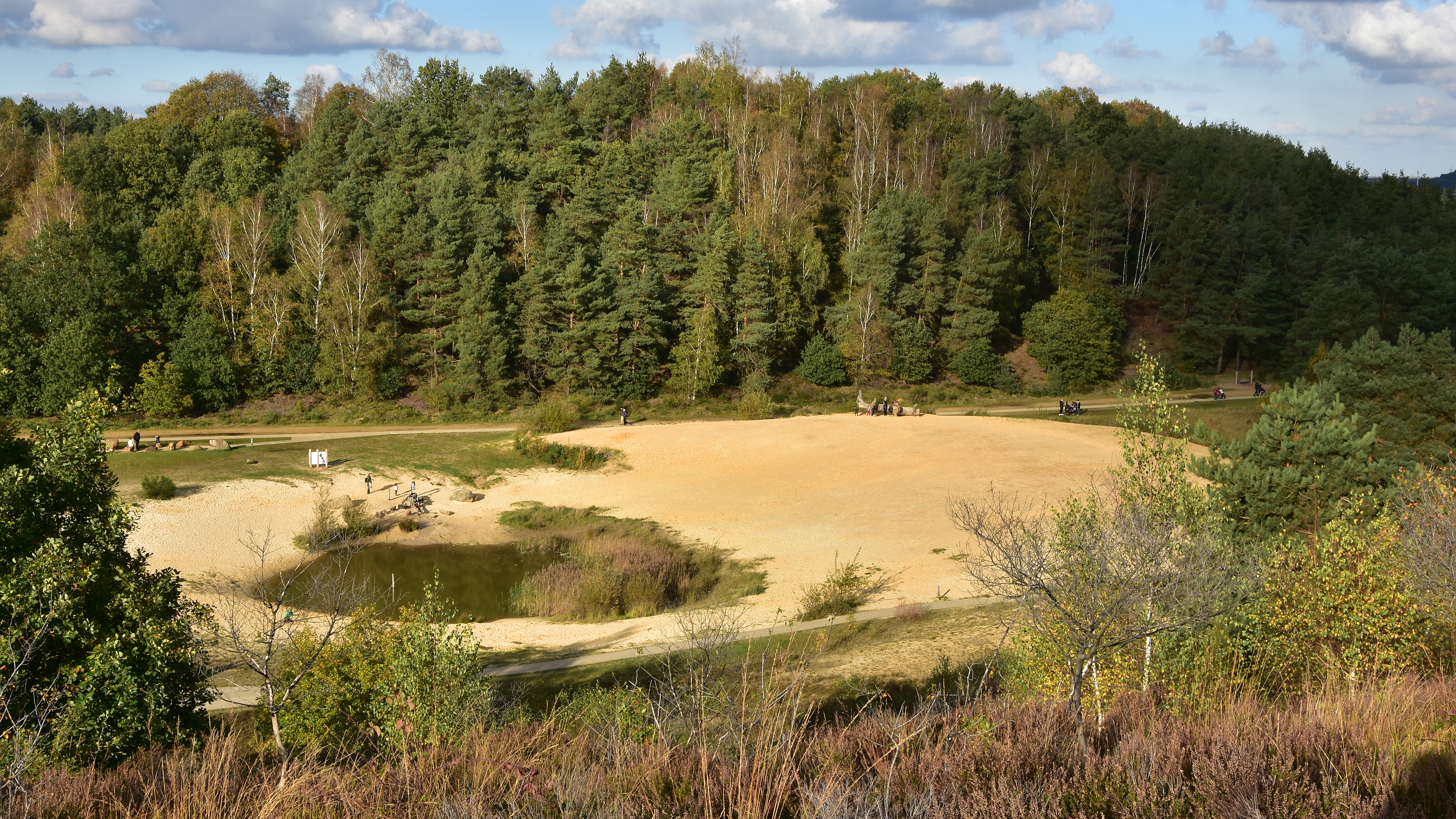
Voormalige groeve
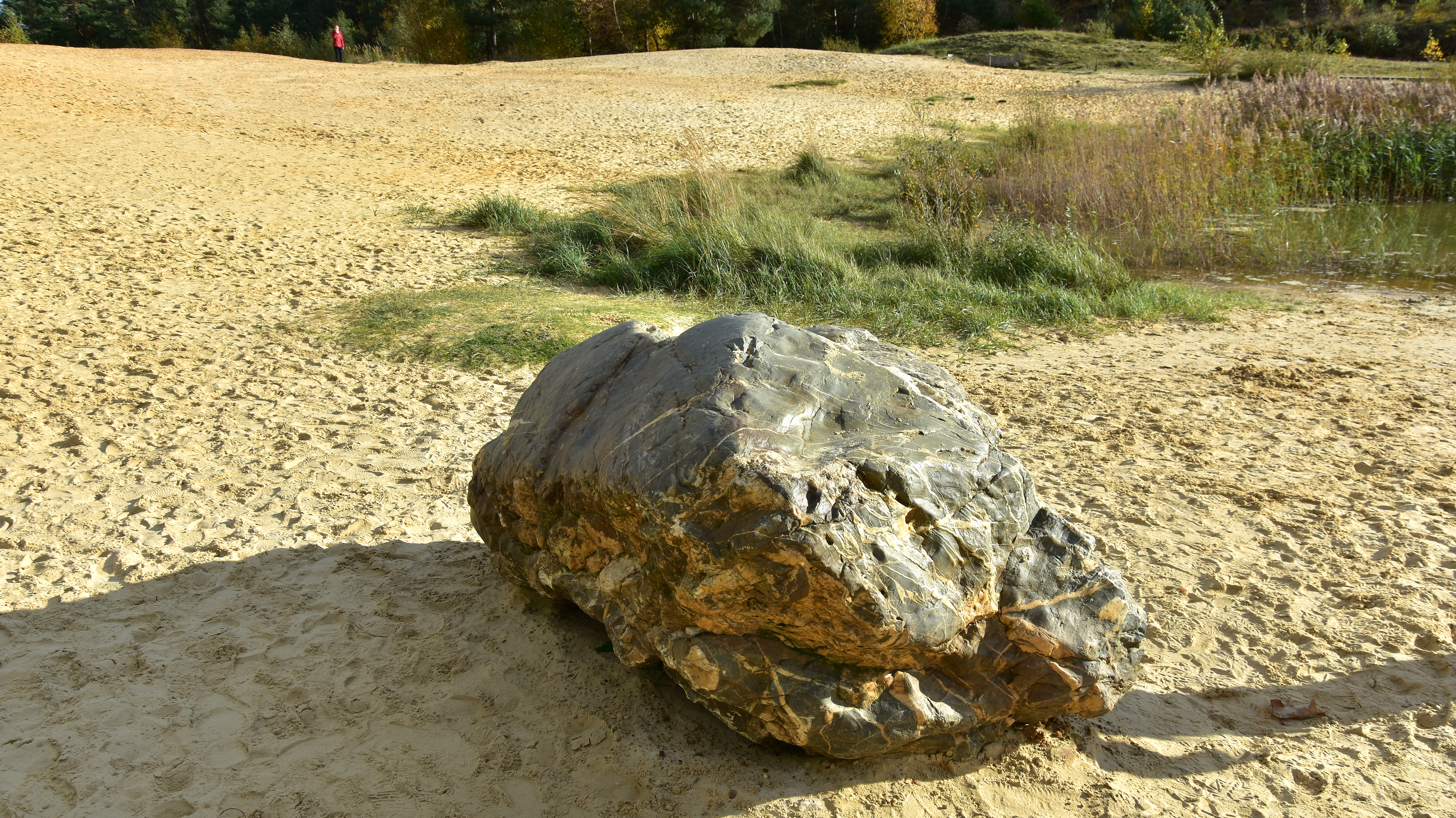
Een maasgrindblok